# Bildnis Johannes Kleberger
Das Bildnis Johannes Kleberger ist ein 1526 entstandenes Gemälde von Albrecht Dürer. Das Porträt wurde mit Ölfarbe auf Lindenholz gemalt und befindet sich heute im Kunsthistorischen Museum in Wien.

## Bildbeschreibung
Porträtiert ist Johannes Kleberger, der Auftraggeber des Werkes, in dessen vierzigsten Lebensjahr. Es handelt sich um eine Kopfdarstellung, die sich in einer kreisrunden Abgrenzung befindet, die unten zum Teil vom Hals/Brustübergang des Dargestellten überschnitten ist. Der Kopf, der Hals und der obere Teil des Rumpfes Klebergers füllen das Rund völlig aus. Dürer schnitt unterhalb des Halses entlang der Schlüsselbeine das Porträt ab und stellte es auf die Rundung, sodass diese überschnitten ist. Dadurch wird folgender Effekt erreicht: Das Porträt wirkt insgesamt stark plastiziert, es wirkt wie eine Büste, die der Künstler auf einen kreisrunden Mauerausschnitt stellt. Die Darstellungsform ist stark antikisch, sie gleicht nahezu einer Kopfplastik eines antiken Cäsaren, wofür auch die Nacktheit bezeichnend ist. Der klare und kühle Blick sowie auch die Stirnlocken unterstreichen dies noch zusätzlich. Kleberger war ein einfacher Bürger, der zu großem Reichtum kam. Durch die Art der Darstellung wirkt er gleichsam der bürgerlichen Welt enthoben.

## Inschrift und Zusätze zum Porträt
Die Inschrift lautet: „E(FFEGIES) IOAN(N)I KLEBERGERS NORICI AN(NO) AETA(TIS) SVAE XXXX“ (Ein Bildnis des Johannes Klebergers aus Nürnberg [in seinem] Lebensalter von 40 Jahren) und schließt mit dem astronomischen Zeichen für die Konjunktion der Sonne mit dem Regulus (im Sternbild des Löwen).
In der linken oberen Ecke ist das Tierkreiszeichen des Löwen, umgeben mit sechs Sternen, dargestellt, in der linken unteren Ecke das Wappen Klebergers, drei grüne Kleeblätter über gelbem Dreiberg auf rotem Grund. In der rechten unteren Ecke ist eine Helmzier mit einem Mann und zwei Kleepflanzen dargestellt. Das Monogramm Albrecht Dürers sowie die Jahreszahl 1526 befinden sich in der rechten oberen Ecke.

## Auftraggeber
Johannes Kleberger wurde als Hans Scheuchenflug am 6. Februar 1486 in Nürnberg geboren. Als Kind verließ er Nürnberg – völlig mittellos – aus unbekannten Gründen, gemeinsam mit seinem Vater. Später war er unter anderem in Bern und Lyon für eine Handelsgesellschaft der Nürnberger Patrizierfamilie Imhoff tätig. Zu Vermögen kam er mutmaßlich als Bankier des französischen Königs Franz I. 1526 kehrte er nach Nürnberg zurück und nannte sich fortan Kleberger. Er ließ sich von Albrecht Dürer porträtieren, der wohl von der abenteuerlichen Aura, welche diesen rätselhaften Menschen umweht haben mochte, angetan war. Nachdem ihr Vater Willibald Pirckheimer – ein Freund Dürers – seinen ursprünglichen Widerstand aufgegeben hatte, heiratete Kleberger 1528 Felicitas, die Witwe seines ehemaligen Dienstherrn Hans Imhof. Bald nach der Hochzeit starb Felicitas. Kleberger selbst war künftig vor allem in Lyon tätig, wo er im Jahr vor seinem Tod zu den zehn reichsten Bürgern der Stadt zählte. Nach seinem Tod am 6. September 1546 ging ein Teil seines Vermögens an die Armen der Stadt Lyon sowie an Hospitäler in Genf und Bern, die er schon zuvor beschenkt hatte. Bereits zu Lebzeiten rühmte Erasmus von Rotterdam seine „Humanität“. Es gibt heute noch ein Denkmal für ihn in Lyon, wo auf der Inschrift sein Name mit dem Zusatz „der gute Deutsche“ (le bon allemand) versehen ist.

## Provenienz
1564 erwarb Willibald Imhoff, ein Sohn aus der ersten Ehe von Klebergers Frau Felicitas, das Bild in Lyon von David Kleberger, dem Sohn des Dargestellten. Im Imhoff-Inventar von 1573/74 wird genannt: „Hans Clebergers meines Stiffaters Contrafactur hat Albrecht Dürer gemaltt. Schlag Ich an dieweil es von Dürer gemaltt ist pr fl. 50“. Kaiser Rudolf II. kaufte das Gemälde 1588 von den Imhoffschen Erben und ließ es nach Prag bringen. Das Bild überstand den Prager Kunstraub 1648, wurde 1748 in die Wiener Schatzkammer überstellt und gelangte so in den Besitz des Kunsthistorischen Museums.